# Isaías
Isaías, właśc. Isaías Benedito da Silva (ur. 27 października 1921 w Rio de Janeiro – zm. 5 kwietnia 1947 w Rio de Janeiro) – piłkarz brazylijski, występujący podczas kariery na pozycji napastnika.

## Kariera klubowa
Piłkarską karierę Isaías rozpoczął w Madureirze Rio de Janeiro w 1941. Drugim i ostatnim zarazem klubem w jego karierze było CR Vasco da Gama. Podczas tego okresu Isaías wygrał z Palmeiras dwukrotnie mistrzostwo stanu Rio de Janeiro – Campeonato Carioca w 1945 i 1947 roku.
Karierę piłkarską przerwała przedwczesna śmierć w wieku zaledwie 26 lat.

## Kariera reprezentacyjna
W reprezentacji Brazylii Isaías zadebiutował 14 maja 1944 w towarzyskim meczu z reprezentacją Urugwaju. Był to udany debiut, gdyż Isaías zdobył jedną z bramek. Drugi i ostatni raz zagrał 3 dni później w meczu z tym samym rywalem.